# جوآن لورینگ
جوآن لورینگ (انگلیسی: Joan Lorring؛ ۱۷ آوریل ۱۹۲۶ – ۳۰ مهٔ ۲۰۱۴) یک هنرپیشه اهل ایالات متحده آمریکا بود.

## گزیده فیلمشناسی
از فیلم‌ها یا برنامه‌های تلویزیونی که وی در آن نقش داشته‌است می‌توان به آثار زیر اشاره کرد.
- پل سن لوئیس ری (فیلم ۱۹۴۴) (۱۹۴۴)
- سه بیگانه (فیلم ۱۹۴۶) (۱۹۴۶)
- حکم (فیلم ۱۹۴۶) (۱۹۴۶)
- آلفرد هیچکاک تقدیم می‌کند (۱۹۵۶)
- امید رایان (۱۹۷۹–۱۹۸۰)